# Черноречка (Новосибирская область)
Черноречка — упразднённая деревня в Искитимском районе Новосибирской области. В 1933 году деревня включена в черту вновь созданного рабочего посёлка Искитим и исключена из учётных данных.

## География
Деревня располагалась на левом берегу реки Бердь, ныне её территории соответствует центральной части Северного микрорайона города Искитим.

## История
В 1928 году состояла из 339 хозяйств. В административном отношении являлась центром Чернореченского сельсовета Бердского района Новосибирского округа Сибирского края.
Упразднена в 1933 году, когда официально зарегистрирован рабочий посёлок Искитим, образованный из окрестных селений Койново, Чёрная речка, Вылково.
Из Постановления ВЦИК от 10.04.1933 «Об изменениях по Западно-сибирскому краю в составе городов и рабочих посёлков, а также об изменении границ и переименованиях некоторых районов и их центров»:
«Включить в городскую черту рабочих посёлков: Искитима, Колпашева и Могочина прилегающие к ним населённые пункты с их усадебными земельными угодиями:
1) к рабочему посёлку Искитиму, Бердского района, — селения Вылково, Койново и Чёрную речку (с расположенным там цементным заводом)».

## Население
По переписи 1926 г. в деревне проживало 1648 человек (818 мужчин и 830 женщин), основное население — русские